# Squidoo
Squidoo fue un sitio de escritura de artículos con un sistema de repartición de ingresos entre la el sitio y el escritor . Los artículos se denominaban "lenses". En 2010, habíanescrito 1.5 millones de lenses. El 15 de agosto de 2014, su fundador Seth Godin anunció que HubPages había adquirido Squidoo.

## Historia
El lanzamiento del sitio fue en 2005. El equipo encargado de la publicación constó de Seth Godin, su editor de libro Megan Casey, empleado de  Fast Company anterior Heath Row, Corey Brown, y Gil Hildebrand, Jr. La primera versión estuvo desarrollada por Viget Laboratorios.

## Estructura del sitio
Squidoo fue un sitio web que permitía a los usuarios crear páginas multimedia sin tener conocimiento de HTML. Godin llamó los artículos "lenses", porque los veía como "un [enfoque] luz y [proyección] nuestro de lo que tenemos que ver." Los escritores eran llamados "lensmasters". En etapas tempranas de Squidoo, Godin noto que Martha Stewart y Jane Goodall lenses no recibían grandes cantidades de tráfico, mientras que los lenses en myspace y el juego en línea Line Rider se encontraban entre los más exitosos.
Godin Anunció en enero de 2006 que la compañía empezaría un sistema que comparte beneficio por el cual los lensmasters recibirían ingresos de anuncios colocados en sus lenses.

## Recepción
Después de su debut, Squidoo fue perfilado en CNN, The New York Times, MSNBC, y The Washington Post. El sitio estuvo entre los primeros en el South by Southwest en la categoría community/wiki en 2007. Squidoo rivalizó con sitios de Web de información establecidos como About.com y eHow por tráfico, mientras que en números de visitante fue similar a otros sitios que comparten ingresos como Mahalo.com y HubPages.

### Adquisición por parte de HubPages
El 15 de agosto de 2014, Godin anunció que Squidoo había sido adquirido por HubPages en una adquisición amistosa. La razón que llevó a la adquisición fue la disminución del tráfico y los ingresos en comparación con otros sitios web similares lo que llevó a no fuera viable el mantenimiento del sitio.

En un anuncio en el sitio de Squidoo, Godin explicó:

They’re [HubPages] the industry leader, continually pushing the envelope in terms of their content, its presentation and the traffic and traction they get online. The best way we know to serve our users is to give them an even better place for their content, and when I talked with Paul Edmondson at HubPages, it became clear to both of us that combining these platforms leads to a stronger, more efficient, more generous way to share great stuff online.

Los usuarios fueron advertidos para guardar sus páginas, tan sólo los lenses que estaban en los puestos superiores de  Squidoo sería transferido a HubPages.